# I Wish It Would Rain
I Wish It Would Rain è un singolo discografico del gruppo vocale statunitense The Temptations, pubblicato nel 1967.

## Il brano
Il brano è stato scritto da Norman Whitfield, Barrett Strong e Rodger Penzabene e prodotto da Whitfield. Esso è stato registrato presso l'Hitsville U.S.A., quartier generale della Motown e studio di registrazione situato a Detroit, tra l'aprile e l'agosto 1967.

## Tracce
- 7"

1. I Wish It Would Rain
2. I Truly, Truly Believe

## Formazione
- David Ruffin - voce
- Eddie Kendricks - cori
- Paul Williams - cori
- Melvin Franklin - cori
- Otis Williams - cori
- The Funk Brothers